# Margarete Cordemann
Margaret(h)e Elisabeth Dorothea Cordemann (* 7. Januar 1889 in Minden; † 19. März 1968 in Gelsenkirchen) war eine deutsche Sozialarbeiterin in leitenden Positionen.

## Leben und Wirken
Cordemann wuchs zusammen mit einer Schwester und einem Bruder in einer preußisch-protestantisch geprägten Familie auf. Der Vater war Major, die Mutter, die ihre Töchter stets ermunterte einen Beruf zu ergreifen, zeichnete für die Erziehung der Kinder und die Haushaltsführung verantwortlich. Nach Absolvierung des Lehrerinnenexamens bereitete sich Cordemann extern auf das Abitur vor, das sie 1914 in Dortmund ablegte. Anschließend studierte sie in München, Bonn, dann wieder in München Deutsch, Französisch, Geschichte und Literatur. An der philosophischen Fakultät der Universität München wurde sie 1917 über ihre Arbeit Der Umschwung der Kunst zwischen der ersten und zweiten Fabelsammlung La Fontaines zum Doktor promoviert. In München engagierte sie sich u. a. ehrenamtlich in der Heimarbeiterinnenbewegung und im Akademischen Hilfsbund.
Nach dem Studium arbeitete Cordemann in Frankfurt und Düsseldorf an verschiedenen sozialen Einrichtungen. In letztgenannter Stadt gründete sie das Amt für Familienfürsorge, das alle Zweige der Wohlfahrtspflege/Fürsorge in einem Amt bündelte. Diesbezüglich schrieb sie:
Grundsätzlich gibt es keine Jugendwohlfahrtspflege, die Spezialfürsorge ist, mag sie organisatorisch als solche aufgezogen sein. Die Jugendwohlfahrtspflegerin, die vom Jugendamt eingestellt und diesem verantwortlich ist, kann nicht umhin, die gesamten wirtschaftlichen und gesundheitlichen Verhältnisse sämtlicher Familienmitglieder sowie die Art des Familienzusammenlebens ins Auge fassen.
1927 übernahm Cordemann die Leitung der in Bielefeld neugegründeten Evangelischen Wohlfahrtsschule der Westfälischen Frauenhilfe, die Frauen zu kirchlichen und staatlichen Wohlfahrtspflegerinnen/Fürsorgerinnen ausbildete. Während der Weltwirtschaftskrise verlegte die Schulleiterin die Ausbildungsstätte nach Gelsenkirchen. In der Zeit des Nationalsozialismus hatte Cordemann an den nationalsozialistischen Lehrplanvorgaben an entscheidender Stelle mitgearbeitet, diese Tätigkeit aber in ihren Lebenserinnerungen nicht erwähnt. Ebenso bekannte sie sich in diversen Veröffentlichungen zum neuen Staat und seinen straff organisierten fürsorgerischen Aufgaben, wie exemplarisch folgendes Zitat belegt:
Die asozialen Familien sich gänzlich selbst überlassen wird man nicht können, da sie eine eiternde Wunde am Volkskörper darstellen, die weiterfrißt [...] Was Ausmaß und finanzielle Mittel dieser Hilfsleistungen anbetrifft, so wird allerdings stets im Auge zu behalten sein, daß im neuen Staat nicht der Asoziale und Kranke, sondern in erster Linie der geistig und körperlich Gesunde ein Recht auf die Hilfe seines Volkes hat.
Nach 1945 setzte sich Cordemann für den Neuaufbau und die Erneuerung der Wohlfahrtspflege/Fürsorge ein und kämpfte für die Aufnahme von Männern an den einstigen Frauenschulen für soziale Arbeit.

## Ehrungen/Auszeichnungen
- Zum 70. Geburtstag das Bundesverdienstkreuz 1. Klasse (1. Januar 1956)[4]
- Zum 74. Geburtstag die Wichernplakette des Zentralverbandes der Inneren Mission (weil ihre Schule während der NS-Zeit nicht aufgelöst wurde und der Unterricht weiterhin seine christliche Linie behielt[5])

## Werke (Auswahl)
- Familienfürsorge innerhalb der Jugendwohlfahrtspflege, in: Cordemann u. a. (Hrsg.): Soziales Schaffen, Kassel 1928
- Wohlfahrtspflege in Verbindung mit der praktischen Ausbildung der Schülerinnen, in: Preußisches Ministerium für Volkswohlfahrt (Hrsg.): Beiträge zur Methodenfrage der Wohlfahrtsschulen, Berlin 1931
- Zusammenarbeit zwischen beruflichen und ehrenamtlichen Kräften in der Wohlfahrtspflege des nationalsozialistischen Staates, in: Deutsche Zeitschrift für Wohlfahrtspflege 1934
- Wie es wirklich gewesen ist, Gladbeck 1963